# Adulthood
Adulthood è un film del 2008 diretto da Noel Clarke, anche interprete.